# WTA Cluj-Napoca
Das WTA Cluj-Napoca sind Damen-Tennisturniere der WTA, die 2021 erstmals in Cluj-Napoca in Rumänien ausgetragen wurde.

## Geschichte
Offizielle Namen der Turniere bis heute:
- 2021: Winners Open
- 2021–: Transylvania Open

Veranstaltungsort der  Winners Open 2021 war der Winners Sports Club. Die Transylvania Open finden seit 2021 in der BT Arena statt.

## Siegerliste

### Einzel
| Jahr               | Siegerin             | Finalgegnerin       | Ergebnis      |
| ------------------ | -------------------- | ------------------- | ------------- |
| ↓ Kategorie: 250 ↓ |                      |                     |               |
| 2021               | Andrea Petković      | Mayar Sherif        | 6:1, 6:1      |
| 2021               | Anett Kontaveit      | Simona Halep        | 6:2, 6:3      |
| 2022               | Anna Blinkowa        | Jasmine Paolini     | 6:2, 3:6, 6:2 |
| 2023               | Tamara Korpatsch     | Elena-Gabriela Ruse | 6:3, 6:4      |
| 2024               | Karolína Plíšková    | Ana Bogdan          | 6:4, 6:3      |
| 2025               | Anastassija Potapowa | Lucia Bronzetti     | 4:6, 6:1, 6:2 |

### Doppel
| Jahr               | Siegerinnen                      | Finalgegnerinnen                            | Ergebnis         |
| ------------------ | -------------------------------- | ------------------------------------------- | ---------------- |
| ↓ Kategorie: 250 ↓ |                                  |                                             |                  |
| 2021               | Natela Dsalamidse Kaja Juvan     | Katarzyna Piter Mayar Sherif                | 6:3, 6:4         |
| 2021               | Irina Bara Ekaterine Gorgodse    | Aleksandra Krunić Lesley Pattinama Kerkhove | 4:6, 6:1, [11:9] |
| 2022               | Kirsten Flipkens Laura Siegemund | Kamilla Rachimowa Jana Sisikowa             | 6:3, 7:5         |
| 2023               | Jodie Burrage Jil Teichmann      | Léolia Jeanjean Walerija Strachowa          | 6:1, 6:4         |
| 2024               | Caty McNally Asia Muhammad       | Harriet Dart Tereza Mihalíková              | 6:3, 6:4         |
| 2025               | Magali Kempen Anna Sisková       | Jaqueline Cristian Angelica Moratelli       | 6:3, 6:1         |